# Pila a combustibile rigenerativa
Una pila a combustibile rigenerativa o pila a combustibile inversa (PCI) è una pila a combustibile fatta funzionare in modalità inversa, che consuma elettricità e la sostanza chimica B per produrre la sostanza chimica A. Per definizione, il processo di qualsiasi pila a combustibile potrebbe essere invertito. Tuttavia, un determinato dispositivo di solito è ottimizzato per funzionare in un'unica modalità e potrebbe non essere costruito in modo da poter essere azionato in senso inverso. Le normali pile a combustibile fatte funzionare in senso inverso generalmente non costituiscono sistemi molto efficienti, a meno che non siano appositamente costruite per farlo con elettrolizzatori ad alta pressione, pile a combustibile rigenerative, pile con elettrolizzatori ad ossido solido e pile a combustibile reversibili.

## Descrizione del processo
Una pila a combustibile con membrana a scambio protonico alimentata ad idrogeno, ad esempio, utilizza idrogeno (H2) e ossigeno (O2) in forma gassosa per produrre elettricità e acqua (H2O); una pila a combustibile di idrogeno rigenerativa utilizza invece elettricità ed acqua per produrre idrogeno ed ossigeno.